# Kína politikai élete
A Kínai Népköztársaság pártállam, ahol a politikai hatalom alapvetően három részre osztható: a pártra, az államra és a hadseregre. Az országra alapvetően jellemző az oligarchikus berendezkedés, ahol a politikai hatalom kis számú (mintegy kétezer) ember kezében összpontosul, akik Pekingből irányítják az ország életét. A központi irányítás azonban egyre több engedményt tesz a helyi vezetők, a befolyásos párton kívüliek és amúgy az egész kínai lakosság akaratának. Mindazonáltal a politikai vezetők még mindig szigorú ellenőrzést gyakorolnak a lakosság felett, jellemző a propaganda és a cenzúra.
A népköztársaság fennállása során sokszor sérültek az emberi és polgári jogok. A sajtószabadságot tekintve Kína az országok rangsorában az utolsó helyek egyikét foglalja el. Azonban talán a legsúlyosabb a humanitással szemben elkövetett lépés, az 1989-es, demokráciát követelő diáklázadás vérbe fojtása volt.

## A kínai állam felépítése
A kínai állam legjelentősebb szervei: az Országos Népi Gyűlés, az államelnöki szerepkör és az Államtanács. Az Államtanács tagjai az államelnök, az alelnökök (most négy), öt országos tanácsos, valamint 29 miniszter és az Államtanács bizottságainak elnökei.
Bővebben A Kínai Népköztársaság államszervezete

## A Kínai Kommunista Párt
Kínában lényegében egypártrendszer van. Ezt árnyalja, hogy létezik nyolc kisebb párt is, ám ezeknek el kell fogadniuk a Kínai Kommunista Párt egyeduralmát.
1949 óta Kína politika jellemző a párt vezető szerepe. Lényegében a Kínai Kommunista Párt áll minden állami feladat mögött. A centralizált szerv továbbá nagy befolyást gyakorol minden közügybe, de még a magánéletbe is. Pártszervezetek felügyelete alatt áll a legtöbb Kínában működő áruház, gyár, katonai vagy oktatási intézmény. A párt megköveteli tagjaitól a fegyelmet, a párttagok ellenőrzésére külön szervek működnek. A párton belül működnek különböző pártbizottságok, ahol a tényleges döntések megtörténnek. Ezek a testületek egyben színterei a pártfegyelem ellenőrzésének.
A Kommunista Párt hatalma megőrzésének egyik legfontosabb eszköze a hadsereg. A legtöbb vezető (Mao Ce-tung, Teng Hsziao-ping, Lin Piao) is a hadsereg irányítójaként ragadta magához a hatalmat. Más rangos hivatali állásokat is sokszor katonai tisztségviselők látnak el.
Bár a kínai államszervezet erősen totalitárius, legtöbbször lehetőség volt a párton belül ellenvélemény kifejtésére. A Kína történelmét meghatározó 1978-79-es demokratikus mozgalom is a vezetés megkérdőjelezésén alapult. Az 1990-es évektől kezdve a helyi vezetés is egyre nagyobb hatalommal bír a központi vezetéssel szemben, így sok helyen a tényleges hatalom a gazdaság irányítói kezében van, és nem a pekingi központi kormányzatéban.
Bővebben Kínai Kommunista Párt

## A hatalom kérdése
A Kínai Népköztársaságban a tényleges politikai hatalom sokszor nem a vezető beosztású tisztségviselők kezében összpontosul. Például Deng Xiaoping, akinek a nevéhez fűződik a 70-es–80-as évek Kínájának irányítása, lényegében semmilyen pártbeli funkcióval nem rendelkezett, ám mégis az ő döntései számítottak meghatározónak.
Az 1980-as évekig a hatalom nagyrészt a hosszú menetelés veteránjainak kezében összpontosult. A kiöregedett vezetők helyett a korábbi középvezetők kerültek a legmagasabb tisztségekbe. Az ő neveltetésük már nagyban eltér a korábbi, nyugati egyetemeken tanult vezetőkétől, nagyrészt a Szovjetunió egyetemein végeztek, földhözragadtsághoz szoktak. Talán ennek köszönhető, hogy a párton belüli formális és informális hatalom egyre többször találkozik.
Az 1990-es években a helyi szervek hatalma nagyban nőtt. Egyben a különböző párton kívüli gazdasági csoportok is egyre nagyobb hangsúlyt kapnak a politikában.

## Tisztségviselők
- Államelnök: Hszi Csin-ping

## Politikai irányvonal
További részletek: Kínai népköztársaság története
1977-ben Deng Xiaoping (Teng Hsziao-ping), akit akkor még nem rehabilitáltak, meghirdette programját, amely egy Mao Ce-tung idézetre épült: „Az igazságot a tényekben kell keresni”. Ez a mondat lett az alapja a későbbiekben kibontakozó gazdasági és politikai irányvonalváltásnak. A korábbi, marxista ideológiára épülő vezetés helyett egy pragmatikus irányítás jött létre, amely nagy hangsúlyt fektetett a gazdaság talpra állítására. A fő szlogen a „Négy Modernizáció” lett, amely magába foglalta a mezőgazdaság, az ipar, a hadsereg és a tudomány-technika színvonalának megemelését, és végeredményként egy gazdagabb, erősebb és jelentősebb Kínát hozott létre.
Az 1970-es évek legvégén megindult politikai reformok legjelentősebb fordulópontjának az 1978. december 18. és 22. között megtartott Központi Bizottsági ülést szokás tartani. Ekkor rehabilitáltak több korábban kitisztogatott személyeket a Politikai Bizottságban, így Deng hívei túlsúlyba kerültek, és megindulhatott a gazdaság modernizációja. Deng elképzelése a Kínai Kommunista Párton belül azonban korántsem alkotott teljes sikert. Mind balról, a konzervatív Mao hívek, mind pedig a radikálisabb álláspontot képviselő, demokratikus átalakulást kívánó csoportok felől komoly kritikát kapott a rendszer. Tény, hogy az új elképzelés nagyban támaszkodott a Mao Ce-tung által kiépült rendszer konzerválására is a reformintézkedések mellett. Az 1980-as években Deng és csoportja az ellenzék pártból való eltávolításán fáradozott. Az 1990-es évek elejére nagyjából sikerült is.
Az 1980-as évek vége felé – látván a Deng-féle nomenklatúra kiépülését – a radikális ellenzék egyre erősödött, leginkább a párton kívüli közéletben. Legjelentősebb megmozdulásuk 1989 májusában indult Pekingben. 1989. június 4-én az azóta már csak Tienanmen téri mészárlásként elhíresült sortűzzel vetnek véget a tüntetésnek. Ez az esemény a meghatározója az 1990-es évek első felében kibontakozó új politikai irányzatnak, ahol ismét a megfélemlítések és a diktatúra kapták a jelentős szerepet. 
Az 1990-es évek vége felé a korábbi vezetőréteg folyamatos lecserélődésével a politika is nagyban lazult, melyet Hongkong 1997-es, majd Makaó 1999-es sikeres csatlakozása is mutat. Szintén e két területhez köthető az „Egy ország, két politika” meghatározás is, amely keretében a két korábbi gyarmat 2019-ig megtarthatta korábbi politikai berendezkedését és azóta fokozatosan a KKP veszi át a teljes irányítást - holott Kína vállalta, hogy a csatlakozástól számítva 50 éven keresztül Hong-Kong megtarthatja saját, demokratikus politikai rendszerét. 2022-re már a legtöbb, nem-Kína-barát hong-kongi politikus vagy börtönben volt, vagy külföldre menekült. Ám Kína többi részén továbbra is elmondható, hogy egy erősen centralizált, bürokratikus politikai hatalom üli meg a mindennapokat, miközben a gazdaság egyre nagyobb függetlenséget élvez.

## Politikai adottságok

### Egyéb politikai irányzatok
Kínában nyolc kisebb párt is fennmaradt 1950 előttről. Fő támogatóik a gazdasági emberek és az értelmiség köréből kerülnek ki. Ezen pártok mind elismerik a Kínai Kommunista Párt vezetőszerepét, az Egyesült Népfront tagjaiként minden aktivitásukhoz a Kommunista Párt beleegyezése szükséges. Új pártok létrehozása jelenleg szigorúan tilos az országban.
A nyolc bejegyzett kis párt és a Kínai Kommunista Párt közötti egyeztetési fórum a Népi Politikai Tanácskozó Testület.
A pártok:
- Kuomintang Forradalmi Bizottsága, amely 1948-ban a Csang Kaj-sek vezetése alatti Kuomintangból vált ki
- Kínai Demokratikus Liga, amely 1941-ben művészek és egyetemi tanárok alakítottak
- Kínai Nemzeti Demokratikus Felépítés Szövetsége, amelyet 1945-ben pedagógusok és kínai tőkések alapítottak
- Szövetség a Demokráciáért, amelyet általános és középiskolai tanárok és újságírók alapítottak 1945-ben
- Kínai Parasztok és Dolgozók Demokratikus Pártja, amelyet orvosok, művészek és tanárok 1930-ban alapítottak
- Zhi Gong Dang (Párt a Közérdekért), amelyet az országon kívül élő kínaiak támogatnak
- Jiusan Társaság, amelyet 1947-ben egy kisebb tudós munkaközösség hozott létre
- Tajvan Demokratikus Önkormányzat Liga, amelyet 1947-ben a Kínai Népköztársaságba került tajvani származásúak alapítottak